# 崇业路街道
崇业路街道，是中华人民共和国陕西省渭南市临渭区下辖的一个乡镇级行政单位。

## 行政区划
崇业路街道下辖以下地区：
麻李村、王贺村、郑家村、大闵村、白杨村和周家村。